# Phryganogryllacris phryganoides
Phryganogryllacris phryganoides is een rechtvleugelig insect uit de familie Gryllacrididae. De wetenschappelijke naam van deze soort is voor het eerst geldig gepubliceerd in 1842 door Haan.